# تدخل إيران في الحرب الأهلية السورية

إيران وسوريا

إيران وسوريا حليفان استراتيجيان وقدمت إيران دعمًا كبيرًا للحكومة السورية في الثورة السورية، بما في ذلك الدعم اللوجستي والتقني والمالي وتدريب الجيش السوري وإرسال بعض القوات المقاتلة الإيرانية لسوريا.
تعتبر إيران بقاء الحكومة السورية ضمانًا لمصالحها الإقليمية. أعلن المرشد الأعلى للثورة الإسلامية، علي خامنئي في سبتمبر 2011 حكما للجهاد لصالح الحكومة السورية.
أثناء مرحلة الانتفاضة المدنية في حرب الشعب السوري ضد نظام الأسد، قالت إيران بأنها ستدعم الحكومة السورية تقنياً مما أنتجته بعد العقوبات المفروضة عليها بعد احتجاجات الانتخابات الإيرانية 2009–2010. بعد أن تحولت الأمور من انتفاضة إلى حرب أهلية، كانت هناك تقارير متزايدة عن الدعم العسكري الإيراني، والتدريب الإيراني لقوات الدفاع الوطني في كل من سوريا وإيران.
أجهزة الأمن والاستخبارات الإيرانية قدمت المشورة والمساعدة العسكرية لسوريا من أجل الحفاظ على بشار الأسد في السلطة. وتشمل تلك المساعدات التدريب والدعم التقني والقوات المقاتلة. في ديسمبر 2013 كان يقدر عدد المقاتلين الإيرانين في سوريا بما يقارب عشرة ألاف مقاتل.
ومنذ 2012، اتخذت قوات حزب الله اللبناني أدوارًا قتاليةً مباشرة بدعم من طهران. في صيف عام 2013، قدمت إيران وحزب الله الدعم للأسد في معارك هامة مما سماح له تحقيق التقدم على المعارضة.
في عام 2014، وبالتزامن مع مؤتمر جنيف 2 للسلام في الشرق الأوسط، كثفت إيران من دعمها للرئيس السوري بشار الأسد. أعلن وزير الاقتصاد السوري أن إيران قد ساعدت الحكومة السورية بأكثر من 15 مليار دولار.

## الخلفية
ترى إيران بقاء الحكومة السورية بأنه ضمان لمصالحها لأن سوريا حليفة إيران منذ الثورة الإيرانية عام 1979 كما أنها توفر الطريق الإستراتيجي لحزب الله في لبنان. بشار الأسد جعل من بلده جدارا واقيا ضد النفوذ من المملكة العربية السعودية والولايات المتحدة.
تعتبر مدينة الزبداني السورية في غاية الاهمية للأسد وإيران لأنها، على الأقل في وقت متأخر من يونيو 2011، أستخدمت كقاعدة للحرس الإيراني لمساعدة حزب الله. قبل الحرب السورية، كان لإيران بين 2,000 و 3,000 ضابط من الحرس الثوري الإيراني متمركزا في سوريا، للمساعدة في تدريب القوات المحلية وإدارة طرق توريد الأسلحة والمال إلى لبنان المجاورة.
في نيسان عام 2014، قال حسين أمير عبدالهيان، نائب وزير الخارجية الإيراني: نحن لا نسعى أن يبقى بشار الأسد رئيسا مدى الحياة، لكننا نرفض فكرة استخدام القوى المتطرفة والإرهاب لإسقاط الأسد والحكومة السورية.

## 2011
في مرحلة الانتفاضة الشعبية في الحرب الأهلية السورية، قالت إيران بأنها ستدعم سوريا بالتقنيات الذاتية التي طورتها بعد احتجاجات الانتخابات الإيرانية 2009–2010.
في إبريل 2011 باراك أوباما رئيس الولايات المتحدة وسوزان رايس سفيرة إمريكا في الأمم المتحدة اتهما إيران بمساعدة الأسد سرا لقمع الاحتجاجات وكانت هناك تقارير من المتظاهرين السوريين بأنهم سمعوا بعض قوات الأمن يتكلمون باللغة الفارسية.
أفادت الغارديان في مايو 2011 أن الحكومة الإيرانية كانت تساعد الحكومة السورية بمعدات مكافحة الشغب وتقنيات استخباراتية للرصد. وفقا لما كتبته الصحفية الأمريكية جنيف عبده في سبتمبر 2011، قدمت الحكومة الإيرانية بلحكومة السورية تكنولوجيا مراقبة البريد الإلكتروني والهواتف المحمولة وسائل الاعلام الاجتماعية. طورت إيران هذه القدرات بعد الاحتجاجات الانتخابات الإيرانية 2009–2010 وأنفقت ملايين الدولارات لإنشاء «الجيش السايبري» لتعقب المعارضين عبر الإنترنت. ويعتقد تكنولوجيا إيران للرصد تكون من بين الأكثر تطورا في العالم، وربما في المرتبة الثانية بعد الصين.

## 2012
في مايو 2012، قال نائب رئيس فيلق القدس الإيراني، في مقابلة مع وكالة أنباء الطلبة الإيرانية، التي أزيلت فيما بعد من موقعها على الإنترنت، أنها قدمت قوات مقاتلة لدعم العمليات العسكرية السورية. وزعمت وسائل الإعلام الغربية أن إيران قامت أيضًا بتدريب مقاتلين من حزب الله، وهو جماعة شيعية متمركزة في لبنان. وانتقدت الولايات المتحدة العراق الواقع بين سوريا وإيران لسماحه لإيران بشحن إمدادات عسكرية إلى الأسد عبر الأجواء العراقية.
قالت ذي إيكونوميست أن الحكومة الإيراني أرسلت بحلول فبراير 2012 إلى الحكومة السورية 9 مليارات دولار لمساعدتها على تحمل العقوبات الغربية. كما قامت بشحن الوقود إلى البلد وأرسلت سفينتين حربيتين إلى ميناء سوري في عرض للقوة والدعم.
في مارس 2012، أعلن مسؤولو المخابرات الأمريكية المجهولون عن ارتفاع في الأسلحة والمساعدات الأخرى التي قدمتها إيران للحكومة السورية. كما زعم أن مسؤولي الأمن الإيرانيين سافروا إلى دمشق للمساعدة في تقديم هذه المساعدة. وقال مسؤول أمريكي ثان كبير أن أعضاء المخابرات الإيرانية الرئيسية، وهي وزارة الاستخبارات والأمن، يساعدون النظراء السوريين المسؤولين عن حملة القمع.
وفقًا لفريق الأمم المتحدة في مايو 2012، زودت إيران الحكومة السورية بالأسلحة خلال السنة السابقة على الرغم من فرض حظر على صادرات الأسلحة من الجمهورية الإسلامية. واستولت السلطات التركية على الصناديق والشاحنات في فبراير 2012، بما في ذلك الباندق الهجومية، والرشاشات، والمتفجرات، والمفجرات، وقذائف هاون عيار 60 و120 مم، فضلًا عن موارد أخرى على حدودها. وكان يعتقد أن هذه كانت متجهة إلى الحكومة السورية. وقد تسرب التقرير السري بعد ساعات فقط من ظهور مقال في صحيفة واشنطن بوست يكشف كيف بدأ مقاتلو المعارضة السورية في الحصول على أسلحة أكثر وأفضل في محاولة دفعتها دول الخليج العربية ونسقتها الولايات المتحدة جزئيًا. وقد حقق التقرير في ثلاث شحنات كبيرة غير قانونية من الأسلحة الإيرانية خلال العام الماضي وقال «إن إيران تواصل تحدي المجتمع الدولي من خلال شحنات الأسلحة غير المشروعة. وتتعلق اثنتان من هذه الحالات [بسوريا]، وكذلك غالبية الحالات التي عاينها الفريق خلال ولايته السابق، مؤكدين أن سوريا لا تزال الطرف الرئيسي في عمليات نقل الأسلحة الإيرانية غير المشروعة». وذكرت الأمم المتحدة في مايو 2012 المزيد من المصادر المجهولة، حيث زعمت أن الأسلحة تتحرك في كلا الاتجاهين بين لبنان وسوريا، وأن الأسلحة المزعومة التي جلبت من لبنان تستخدم لتسليح المعارضة. ومن المحتمل أن يكون الارتفاع المزعوم في الأسلحة الإيرانية ردًا على تدفق الأسلحة والذخيرة الذي يلوح في الأفق إلى المتمردين من دول الخليج التي تم الإبلاغ عنها قبل ذلك بوقت قصير.
في 24 يوليو 2012، قال قائد الحرس الثوري الإيراني مسعود جزائري أن الإيرانيين لن يسمحوا بنجاح خطط العدو لتغيير الحكومة السياسي في سوريا.
في أغسطس 2012 اتهم ليون بانيتا إيران بإنشاء ميليشيا موالية للحكومة للقتال في سوريا، وقام رئيس هيئة الأركان العامة المشتركة مارتن ديمبسي بمقارنتها بجيش المهدي التابع للزعيم الشيعي العراقي مقتدى الصدر. وقال بانيتا أن هناك أدلة على أن الحرس الثوري الإيراني كانوا يحاولون «تدريب ميليشيات داخل سوريا لتكون قادرة على القتال بالنيابة عن الحكومة». قبض على 48 إيرانيًا من قبل الجيش السوري الحر في دمشق، وقال المسؤولون الأمريكيون أن الرجال الذين تم أسرهم كانوا أعضاء في الحرس الثوري الإيراني.
تمكن الثوار [المعارضة السورية] من القبض [السيطرة] على طائرات بدون طيار إيرانية الصنع جنبا إلى جنب مع كتيبات عسكرية كانت تحمل معها صورة الزعيم الثوري الإيراني الراحل آية الله روح الله الخميني.

## 2013
في كانون الثاني/يناير 2013، جرى تبادل للأسرى بين المتمردين السوريين والسلطات التابعة للحكومة السورية. ووفقا لمجموعة من التقارير فإن 48 إيرانيا تم تحريره من قبل الثوار مقابل ما يقرب من 2,130 من السجناء الذين تحتجزهم الحكومة السورية، وقد ادعى المتمردون أن الأسرى تابعون للحرس الثوري الإيراني. وكانت المتحدثة باسم الخارجية الأمريكية فيكتوريا نولاند فقد وصفت عملية التبادل قائلة: «إنهم أعضاء من الحرس الثوري الإيراني، وهذا "مجرد" مثال آخر على كيفية تورط إيران في سوريا وكيفية تواصلها مع الحكومة ثم كيف تقدم له التوجيه والخبرة وتدعمه بأنظمة تقنية كبيرة.»
أرسلت إيران في حزيران/يونيو 2013 4000 جندي لمساعدة القوات الحكومية السورية، وقد علق مسؤول إيراني على العملية واصفا إياها بأنها «الوحدة الأولى» فقط، أما الكاتب والصحفي روبرت فيسك من ذي إندبندنت فقد كتب على أن هذه الخطوة تُؤكد الدعم الشيعي ومحاذاة السنة الذي تقوم بها إيران في الشرق الأوسط. يُشار إلى جنودا من الحرس الثوري الإيراني جنبا إلى جنب مع قوى شيعية أخرى وحزب الله وأفراد من ميليشيا «الباسيج» التابعة لإيران قد شاركوا في الاستيلاء على القصير من الثوار في 9 حزيران/يونيو 2013. وفي عام 2014، زادت إيران من انتشار أفراد حرسها الثوري في سوريا معللة ذلك بأنها ترغب في فتح جبهة سورية ضد إسرائيل في مرتفعات الجولان، وقد حصل هذا بعد يوم واحد من قطع الرئيس المصري العلاقات الدبلوماسية مع سوريا وطالب إيران بوقف دعم الحكومة السورية كما طالب حزب الله بالتراجع. وردا على تصرف الرئيس المصري، صرح مسؤول سوري بأن ما قام به مرسي «أمر غير مسؤول» وقال أن هذه الخطوة جزء من تحرك مصر إلى جانب الولايات المتحدة وإسرائيل مما يؤدي إلى تفاقم الانقسامات في المنطقة.
وبحسب مسؤولين أمريكيين؛ فقد استجوبوا ضباط من فيلق القدس، وصرحوا قائلين: «هدفنا في سوريا هو القيام بهجمات منسقة وتدريب الميليشيات ووضع نظام محكم لمراقبة اتصالات الثوار.» هذا وتجدر الإشارة إلى أن حزب الله وفيلق «قوة القدس» بقيادة الجنرال قاسم سليماني قد دعما حكومة الأسد مما مكنها من الفوز على المتمردين في عام 2013، وبخاصة أثناء هجوم القصير في نيسان/أبريل وأيار/مايو من نفس السنة.
في خريف 2013، قُتل العميد الإيراني محمد جمالي من الحرس الثوري في سوريا وقد قيل أنه تطوع للدفاع عن ضريح شيعي فيها. وفي شباط/فبراير من نفس السنة قُتل حسن شاطري رفقة أعضاء آخرين من الحرس الثوري أثناء السفر من بيروت إلى دمشق.

## 2014

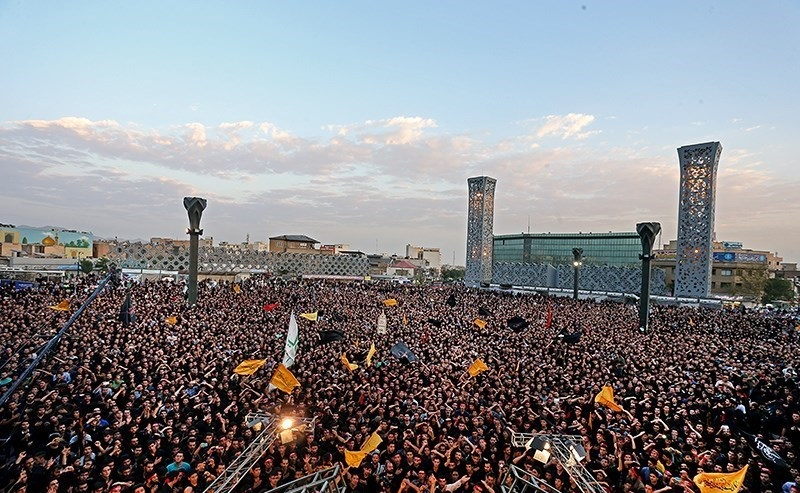
مظاهرة في طهران لدعم النشاط الإيراني في سوريا

كثفت إيران دعمها على الأرض للرئيس السوري بشار الأسد، حيث وفرت له مئات من الخبراء العسكريين لجمع المعلومات الاستخباراتية وتدريب القوات، بالإضافة إلى مزيد من الدعم من طهران جنبا إلى جنب مع شحنات من الذخائر والمعدات من موسكو وذلك قصد الإبقاء على الأسد في السلطة. هذه الزيادة من الدعم في رُوجت بقوة من قبل قاسم سليماني رئيس فيلق القدس الذي استغل اندلاع الاقتتال بين مقاتلي المعارضة والدولة الإسلامية في العراق والشام (داعش).
وكان قائد سابق في حرس الثورة الإسلامية قد صرح بأن «كبار قادة قوة القدس شاركوا في الحرب الأهلية السورية لكن مهمتهم اقتصرت على تقديم المشورة والتدريب العسكري لنظام الأسد وقادته»، مضيفا أن «الحرس الثوري توجه لجبهات القتال أحيانا بناء على تعليمات من قادة قوة القدس.» بالإضافة إلى ذلك فهناك الآلاف من المقاتلين العسكريين والخبراء الميدانيين التابعين للباسيج فضلا عن متطوعين من الشيعة في العراق.
وكان أحد المسؤولين في المعارضة السورية قد صرح بأن القوات الإيرانية ازداد عددها عند اقتراب نهاية 2014، وأنها بدأت تسيطر على المناطق الساحلية بما في ذلك طرطوس واللاذقية، مشيرا إلى أن لديهم بطاقات هوية محلية ويرتدون بدلات عسكرية سورية ثم يعملون مع نخبة سلاح الجو السوري ووحدة الاستخبارات.

## 2015
نقلا عن اثنين من المصادر اللبنانية ذكرت رويترز في 1 تشرين الأول/أكتوبر 2015 أن مئات من القوات الإيرانية دخلت إلى سوريا في العشر أيام الأخيرة وستنضم قريبا لقوات الحكومة السورية وحزب الله وحلفائه قصد الهجوم البري على قوات المعارضة بدعم من الضربات الجوية الروسية. وكانت وول ستريت جورنال قد نشرت تقريرا في 2 تشرين الأول/أكتوبر 2015 أكدت فيه على وجود أزيد من 7000 مقاتل من الحرس الثوري الإيراني يستعدون لدخول سوريا من أجل دعم مقاتليه ووكلائه. وقد أكدت العديد من التقارير وجود ما يزيد عن 20,000 مقاتل شيعي أجنبي على الأرض السورية، وهم مدعومون بالكامل من قبل كل من إيران وحزب الله.
تُشير التقارير أيضا إلى أن عدد قتلى الحرس الثوري في سوريا تجاوز 121 جنديا منذ بداية «الثورة»، بما في ذلك العديد من القادة والمخبرين.
يرى عشرات المحللين والمراقبين أن الانتصارات التي حققها الجيش السوري العربي التابع لبشار الأسد ما كانت لتتحقق لولا الدعم الكبير المقدم من قبل قوة القدس، التي حاربت المعارضة في حلب ونفذت هجمات كبيرة عام 2015 استهدفت من خلالها معارضي بشار في القصير ثم سيطرت على المنطقة ووهبتها للحكومة، فيما مكنت حزب الله من السيطرة على شمال منطقة النبك ومنطقة عبور الحدود من لبنان إلى سوريا. في حزيران/يونيو 2015، نُشرت بعض التقارير التي أكدت على أن الجيش الإيراني هو الذي يُقاتل في ساحة المعركة وليست قوات الحكومية السورية التي قيل إنها أضعف بكثير ولا تستطيع تنفيذ أو صد أي هجمات.
بعد معركة إدلب الثانية في محافظة إدلب ثم هجوم شمال غرب سوريا في النصف الأول من عام 2015، تغير الوضع كثيرا حيث أحكم الأسد قبضته على المحافظة وضحر منها قوات المعارضة، وقد أُجريت محادثات عالية المستوى بين كل من موسكو وطهران في النصف الأول من عام 2015 قصد التوصل لاتفاق في سوريا ولدور الميليشيات الشيعية الإيرانية في قادم الأيام. ثم في 24 تموز/ يوليو زار الجنرال قاسم سليماني موسكو ووضع تفاصيل لتنسيق العمل العسكري في سوريا.
في منتصف أيلول/سبتمبر 2015، صدرت تقارير جديدة أكدت على وصول دفعة جديدة من المحاربين التابعين للحرس الثوري في طرطوس واللاذقية في غرب سوريا. وقد قامت قوات من الجيش العربي السوري وقوات الدفاع الوطني والوحدات الشيعية الإيراينة بدعم وتنسيق مع مشاة البحرية الروسية والحرس الثوري الإيراني بتثبيت حواجز عسكرية في شرق محافظة اللاذقية، ومصياف (شرق محافظة طرطوس) ورأس البسيط (ساحل مدينة اللاذقية) لبسط السيطرة على هاته المناطق، وكانت هناك أيضا تقارير أخرى بينت أن إيران قامت بنشر محاربيها في سوريا في أوائل تشرين الأول/أكتوبر 2015.
في 1 تشرين الأول/أكتوبر 2015، ونقلا عن اثنين من المصادر اللبنانية ذكرت رويترز أن مئات من القوات الإيرانية وصلوا إلى سوريا للانضمام إلى قوات الحكومة السورية وحزب الله «اللبناني» من أجل تنفيذ هجوم بري بدعم من الضربات الجوية الروسية التي بدأت في 30 أيلول/سبتمبر 2015 وقد رحب بشار الأسد بهذه الخطوة.
في 8 تشرين الأول/أكتوبر 2015، قُتل العميد حسين همداني نائب الجنرال قاسم سليماني في سوريا، ثم في 12 تشرين الأول/أكتوبر قُتل اثنين من كبار القادة في الحرس الثوري الإيراني وهم حميد مختارباند وفرشاد حاسونيزاد حسب وسائل الإعلام الإيرانية.
في نهاية تشرين الأول/أكتوبر 2015، وافقت إيران على المشاركة في مؤتمر سلام حول سوريا في فيينا. وقد جلبت المحادثات للمرة الأولى إيران إلى طاولة المفاوضات مع المملكة العربية السعودية، والتي قيل إنها تُشارك بالوكالة في الحرب الأهلية السورية. ومع ذلك فلم تخلص المحادثات إلى نتائج بل زادت من تعقيد الأمور عقب تبادل حاد للاتهامات بين كل من طهران والرياض.

## 2017
في يونيو 2017، شنت إيران هجوما مسلحا على أهداف في دير الزور ومناطق في شرق سوريا باستعمال صواريخ باليستية أُطلقت من غرب إيران.

## 2018
في شهر مايو من عام 2018، قامت قوات تابعة لفيلق القدس الإيراني بإطلاق حوالي 20 صاروخا على إسرائيل وبالتحديد على هضبة الجولان المحتلة فرد سلاح الجو الإسرائيلي من خلال دك المواقع الإيرانية والسورية بعدد كبير من الصواريخ خلَّف أضرارًا في البنية التحتية وقلَّل - حسب مصادر إسرائيلية - من الوجود الإيراني في سوريا بعد تدمير معظم معاقل فيلق القدس بقيادة قاسم سليماني.

## 2019
معَ بداية السنة الجديدة؛ وبالتحديد في 21 يناير/كانون الثاني 2019 قصفت طائرات حربيّة إسرائيلية ما سمّتهُ «أهدافًا تابعة» لفيلق القدس الإيراني داخل الأراضي السورية فيما ذكرت سانا أنّ الدفاعات الجوّية السوريّة قد تصدّت «لأهداف معادية» وأسقطت عددًا منها دونَ مزيدٍ من التوضيحات. ذكر المرصد السوري لحقوق الإنسان في وقتٍ لاحق أنّ عدد قتلى القصف الإسرائيلي على مواقع عسكرية إيرانية وسورية قرب دمشق وجنوبها قد ارتفعَ إلى 21 قتيلًا معظمهم من الإيرانيين.
واصلت إيران دعمها العسكري والسياسي للنظام السوري وبِحلول 25 فبراير/شباط 2019 استقبلَ المرشد الأعلى للثورة في إيران علي خامنئي الرئيس السوري بشار الأسد في العاصمة طهران واصفًا إياه بـ «البطل العربي» فيما أكّد بشار على «أن أهمية العلاقات بين البلدين كانت العامل الرئيسي في صمود سوريا وإيران في وجه مخططات الدول المعادية التي تسعى إلى إضعافهما، وزعزعة استقرارهما ونشر الفوضى في المنطقة.» خلّفت هذهِ الزيارة التي تُعدّ الأولى من نوعها منذُ اندلاع الانتفاضة في عام 2011 جدلًا كبيرًا بعدما غابَ عنها الرئيس الإيراني حسن روحاني مُقابلَ حضور قاسم سليماني قائد فيلق القدس المُنخرط هو الآخر في الحرب الأهليّة؛ ثُمّ تلتها استقالة مفاجئة لوزير الخارجيّة الإيراني محمد جواد ظريف والذي كان غائبًا عن اللقاء لكنّه تراجعَ عنها في وقتٍ لاحق.
عاودت إسرائيل قصفَ سوريا في 28 مارس/آذار 2019 حيثُ استهدفت هذهِ المرّة عددًا من المواقع في المنطقة الصناعية في شمال شرق حلب مما تسبّبَ في مقتل سبعة على الأقل من القوات الإيرانية والميليشيات الموالية لها. علّق رئيس الوزراء الإسرائيلي بنيامين نتنياهو على ما جرى قائلًا: «إن إيران تحاول إدخال صواريخ دقيقة إلى سوريا» مُشددًا على أنّ تل أبيب لن تسمحَ بهذهِ الخطوة. بعدَ 15 يومًا تقريبًا؛ قصفت مُقاتلات إسرائيليّة مواقع عسكرية عدة في مدينة مصياف بمحافظة حماة السورية واستهدفَ القصفُ مركز تطوير صواريخ متوسطة المدى ينتشر فيه مقاتلون إيرانيون حسبَ ما أفادَ بهِ المرصد السوري المُعارض. أسفرت هذهِ الغارات عن سقوط عددٍ غير معروف من القتلى في صفوف المقاتلين الإيرانيين فضلًا عن 17 جريحاً من قوات الحكومة وباقي المسلحين الموالين له.
في الثامن من نيسان/أبريل من نفسِ العام؛ أعلنت وزارة الخارجية الأمريكية تصنيفَ الحرس الثوري الإيراني كمنظمة إرهابية أجنبية وساقت عديدَ الأسباب لهذا التصنيف من بينها تجنيدَ الحرس لمقاتلين أجانب من خارج إيران للقتال في سوريا وذلك تحت إشراف فيلق القدس. في السياق ذاتهِ؛ أعلنَ الرئيس السوري بشار في مستهل لقاءٍ جمعهُ بوزير الخارجية الإيراني محمد جواد ظريف إدانة سوريا للخطوة الأمريكية «غير المسؤولة» ضد الحرس الثوري مؤكدًا أنّها «تأتي مكملة للسياسات الخاطئة التي تنتهجها الولايات المتحدة والتي يُمكن اعتبارها أحد عواملِ عدم الاستقرار الرئيسية في المنطقة.»
في 20 نيسان/أبريل اندلعت اشتباكات بينَ قوات روسية وأخرى إيرانية وذلك بعدما أوقفَ حاجزٌ لقوات الحرس الثوري الإيراني موكباً للشرطة العسكرية الروسية في مدينة الميادين بريف دير الزور؛ مما نجم عنه تلاسن تحول إلى اشتباكات بالرصاص تسبّبت في سقوط قتيلين في صفوف الحرس الثوري وجرح أربعة عناصر من الشرطة العسكرية الروسية. في المُقابل ذكرت قناة العالم الإخبارية التابعة للحكومة الإيرانيّة نقلًا عن مصدر عسكري سوري لم تُسمّه أنه لا صحة إطلاقًا لما تناقلته بعض وسائل الإعلام عن حدوث اشتباكات بين القوات الروسية والإيرانية في دير الزور وَحلب.

## العوامل
إن الإصرار العنيد من جانب رجال الدين الحاكمين في إيران على الانخراط بنشاط في الأزمة السورية قد فسر من قبل العالم السني على أنه بدافع الطائفية وليس استراتيجية سياسية. ويبدو أن الاختلافات الكبيرة بين العلويين والشيعة الاثني عشرية قد تم تجاهلها. وعلى الرغم من أن حكومة الأسد تتمتع بتحالف سياسي مع حكم رجال الدين في إيران منذ نشأته، فإن هذا التحالف ليس مدفوعاً بأي حال من الأحوال بقضايا دينية/طائفية مشتركة. لا تعتنق حكومة البعث العلماني في سوريا القضايا الدينية الإيرانية، ولا يعتبر آيات الله الإيرانيين الأسد شريكاً شيعياً.

## الخسائر البشرية

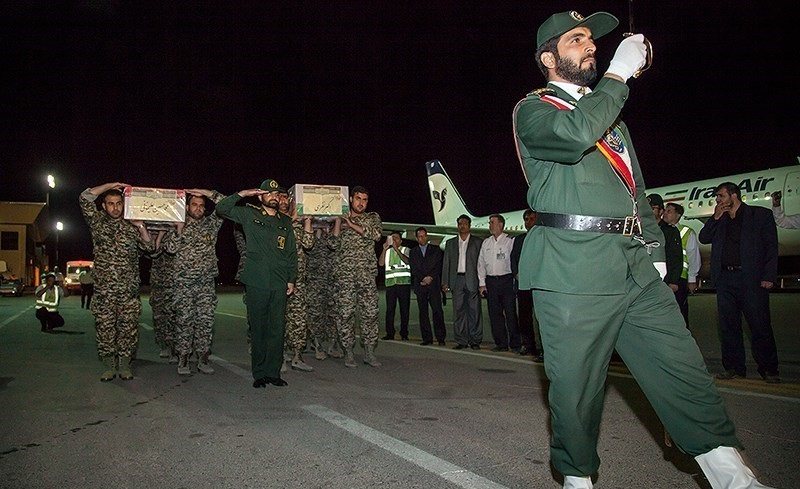
الخسائر البشرية للقوات الإيرانية عند عودتها إلى كرمانشاه في آب/أغسطس 2016

على الرغم من العديد من أفراد الشعب الإيراني ندد بما تقوم به بلاده في سوريا وما تخسره هناك، إلا أن إيران ما زالت تحصل على دعم لتدخلها العسكري في سوريا وما زالت تحظى بمساندة قوية بين الإيرانيين بسبب الدوافع الدينية والمخاوف الأمنية.

### إيران
| اسم          | رتبة أو انتماء                                           | تاريخ الوفاة              | المكان                  |
| ------------ | -------------------------------------------------------- | ------------------------- | ----------------------- |
| حسين همداني  | لواء في حرس الثورة الإسلامية                             | 7 تشرين الأول/أكتوبر 2015 | حلب، سوريا              |
| محسن غجريان  | عميد في حرس الثورة الإسلامية                             | 3 شباط/فبراير 2016        | سوريا                   |
| محسن غيتاسلو | ملازم أول في اللواء 65 التابع للقوات الخاصة المحمولة جوا | 11 نيسان/أبريل 2016       | سوريا                   |
| محمد جمالي   | عميد في حرس الثورة الإسلامية                             | تشرين الثاني/نوفمبر 2013  | سوريا                   |
| محسن حججي    | مستشار في حرس الثورة الإسلامية                           | 2017                      | الحدود السورية العراقية |

### أفغانستان
| اسم           | رتبة أو انتماء                 | تاريخ الوفاة   | المكان          |
| ------------- | ------------------------------ | -------------- | --------------- |
| علي رضا توسلي | أفغاني شيعي وقائد لواء فاطميون | 28 فبراير 2015 | داريا، ريف دمشق |